# Axel Nawrocki
Axel Nawrocki (* 5. Oktober 1944) ist ein deutscher Manager und Politiker. In den 1990er Jahren wurde er der breiten Öffentlichkeit bekannt durch seine Funktionen im Rahmen der Bewerbung der Stadt Berlin für die Olympischen Spiele 2000 und als Leiter der S-Bahn Berlin GmbH.

## Leben

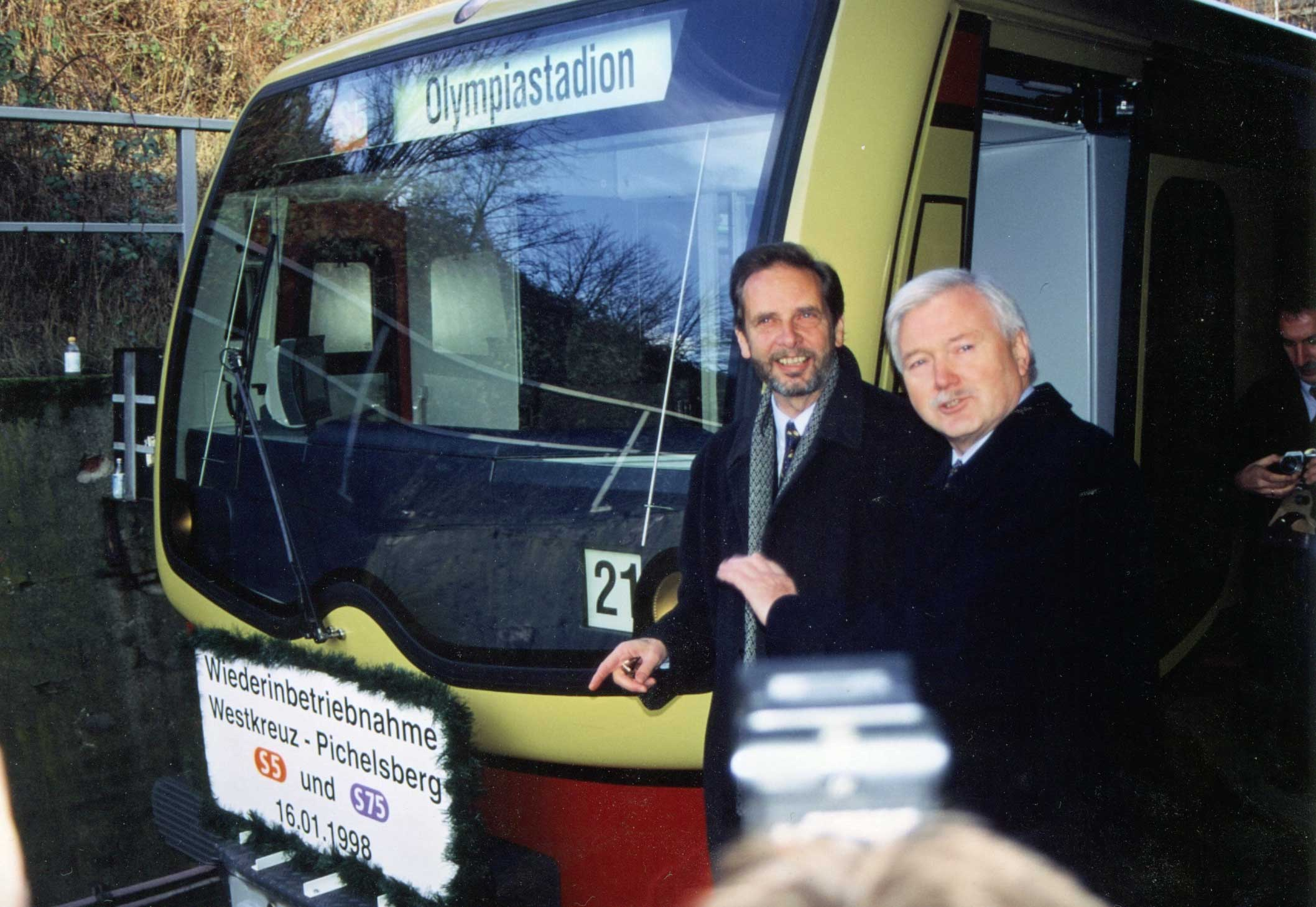
Axel Nawrocki (rechts) bei der Wiedereröffnung der Berliner S-Bahn-Strecke Westkreuz – Pichelsberg 1998 mit dem damaligen Verkehrssenator Jürgen Klemann

Nawrocki studierte Rechts- und Sozialwissenschaften. 1978 promovierte er an der Philosophischen Fakultät der Technischen Hochschule Aachen. Seit seiner Studienzeit in Aachen ist Nawrocki Mitglied der pflichtschlagenden Studentenverbindung Corps Silesia Breslau.
In den 1970er und 1980er Jahren arbeitete Nawrocki für den CDU-Generalsekretär und Landesvorsitzenden der CDU Nordrhein-Westfalen, Kurt Biedenkopf. Er war Leiter von Biedenkopfs Bonner Büro und Geschäftsführer der Landtagsfraktion der CDU im nordrhein-westfälischen Landtag. Nach Tätigkeiten in der Wirtschaft, unter anderem als Unternehmensberater, wechselte er nach der Wende in der DDR als Manager zur Treuhandanstalt in Berlin.
Im Dezember 1991 wurde er als Nachfolger des wegen mehrerer Pannen entlassenen Lutz Grüttke zum Geschäftsführer der Olympia GmbH bestellt, die verantwortlich für die Bewerbung Berlins für die Olympischen Sommerspiele 2000 war. Von Beginn an stieß Nawrockis Berufung auf diesen Posten wegen seiner fehlenden Kontakte zur Sportwelt auf Kritik.
Die Olympiabewerbung Berlins scheiterte. Bei der Wahl am 22. September 1993 in Monte Carlo erhielt Berlin gerade neun von 88 möglichen Stimmen. Vorausgegangen waren viele Ungeschicklichkeiten seitens der Olympia GmbH; unter anderem wurden Dossiers über die Mitglieder des Internationalen Olympischen Komitees angelegt.
In Kritik geriet Nawrocki im Nachhinein durch die sogenannte Reißwolf-Affäre, bei der nach dem Scheitern der Olympiabewerbung angeblich Akten vernichtet wurden. Ein entsprechendes Gerichtsverfahren wurde allerdings wegen fehlender Anhaltspunkte für das Vorliegen einer Straftat eingestellt. Auch ein Verfahren wegen angeblich zu hoher Abfindungen an Nawrocki nach seinem Ausscheiden aus der Olympia GmbH wurde eingestellt. Dennoch hielt die Kritik am Wirken der Olympia GmbH einerseits wegen Verschwendung von Steuergeldern, andererseits auch aus fachlichen Gründen an. So nannte der seinerzeitige Präsident des Deutschen Sportbundes, Manfred von Richthofen, die Berliner Olympiapräsentation „amateurhaft“. Die Einsetzung eines Parlamentarischen Untersuchungsausschusses, der bis Ende 1995 die Vorgänge untersuchen sollte, blieb folgenlos.
Zum 1. Januar 1994 schied Nawrocki aus der Olympia GmbH aus und wurde kaufmännischer Geschäftsführer der Projektgesellschaft der Berliner S-Bahn, die ein Jahr später als S-Bahn Berlin GmbH als eigenständige Organisation innerhalb der Deutschen Bahn (DB AG) fungierte. Nawrocki blieb bis 1998 deren Geschäftsführer. Seine Berufung war von Anfang an umstritten. Seitens des Berliner Senates wurde kritisiert, dass er bei dieser weitreichenden Personalentscheidung nicht von der Bahn einbezogen worden war.
In seine Amtszeit als Leiter der S-Bahn fielen verschiedene Versuche, neue Konzepte für die Berliner S-Bahn einzuführen, die meist nach kurzer Zeit wieder aufgegeben wurden. Dazu zählten Bemühungen, an Stelle der traditionellen rot-gelben Farbgebung der Berliner S-Bahn ein neues Farbkonzept einzuführen, die Einführung der ersten Klasse und der Verkauf von Speisen und Getränken in den Zügen.
Zum 13. Mai 1998 löste Nawrocki Heinz Neuhaus als für den Fernverkehr zuständiges Vorstandsmitglied ab. Am 24. September 1999 beschloss der Aufsichtsrat des Unternehmens, ihn zum 1. Oktober 1999 durch Christoph Franz abzulösen. Gemeinsam mit dem damaligen Vorstandsvorsitzenden Johannes Ludewig wurde Nawrocki mitverantwortlich für die Stagnation bei Fahrgastzahlen und Umsatz gemacht, so dass sich Bundesregierung und Aufsichtsrat der DB AG auf eine Ablösung von Ludewig und Nawrocki einigten. Bereits vorher war Kritik am Verhalten Nawrockis aufgekommen; unter anderem hatte er Eisenbahn-Netzkarten an bekannte Personen weitergegeben.
Nach seinem Ausscheiden aus der Führung der Deutschen Bahn zog sich Nawrocki zunächst in seine Heimat Aachen zurück. Von 2002 bis 2009 war er Vorstand der Hansa Luftbild AG.